# Sermentizon
Sermentizon település Franciaországban, Puy-de-Dôme megyében. Lakosainak száma 589 fő (2022. január 1.). Sermentizon Bort-l’Étang, Courpière, Néronde-sur-Dore, Neuville és Trézioux községekkel határos.

## Népesség
A település népessége az elmúlt években az alábbi módon változott:
| Lakosok száma | 529  | 581  | 586  | 576  | 574  | 575  | 576  | 572  | 589  |
|               | 2006 | 2015 | 2016 | 2017 | 2018 | 2019 | 2020 | 2021 | 2022 |